# 1980 v loďstvech
Tento článek obsahuje významné události v oblasti loďstev v roce 1980.

## Lodě vstoupivší do služby
- 5. ledna –  USS Indianapolis (SSN-697) – ponorka třídy Los Angeles[1]

- 13. února –  Lieutenant de vaisseau Le Hénaff (F 789) – fregata třídy D'Estienne d'Orves

- 21. února –  Udomej (323) – raketový člun třídy Ratcharit

- 1. března –  Perseo (F566), Orsa (F567) – fregaty třídy Lupo

- 28. března –  HMS Battleaxe (F89) – fregata Typu 22 Broadsword

- 3. května –  Le Tonnant (S 614) – raketonosná ponorka třídy La Redoutable

- 11. července –  HMS Invincible (R05) – letadlová loď třídy Invincible

- 14. července –  Mariscal Sucre (F-21) – fregata třídy Lupo

- 2. srpna –  Meuse (A 607) – tanker třídy Durance

- 16. srpna –  Lieutenant de vaisseau Lavallée (F 790) – fregata třídy D'Estienne d'Orves

- 26. srpna –  Niels Juel (F354) – fregata stejnojmenné třídy[2]

- 19. září –  HMS Exeter (D89) – torpédoborec Typu 42 Sheffield

- 30. září –  Rajput (D 51) – torpédoborec stejnojmenné třídy[3]

- 15. listopadu –  HMAS Adelaide (FFG 01) – fregata třídy Adelaide